# Anna Shirin Habedank
Anna Shirin Habedank (* 2005 in Berlin) ist eine deutsche Schauspielerin und Kinderdarstellerin.

## Leben
Anna Shirin Habedank wurde 2005 in Berlin geboren.
Gemeinsam mit Julian Janssen machte sie die Webserie Fritzi und Sophie – Grenzenlose Freundschaft. Daneben macht sie als „Grossstadtkind“ Musik.

## Filmografie
- 2015: Leberkäseland
- 2018: Invisible Sue
- 2018: Heroes (of a new Generation)
- 2018: Invisible Sue – Plötzlich unsichtbar
- 2020: Neben der Spur – Erlöse mich
- 2021: Wir Kinder vom Bahnhof Zoo
- 2023: Ostfriesenmoor
- 2023: Der Barcelona-Krimi: Absturz
- 2024: Reset – Wie weit willst du gehen?
- 2024: Letzte Spur Berlin: Märchenprinz
- 2024: In aller Freundschaft – Die jungen Ärzte
- 2024: Erzgebirgskrimi: Mord auf dem Jakobsweg
- 2024: Die schönste Bescherung